# Absolute Greatest
Absolute Greatest je kompilacijski album brianskog rock sastava Queen, izdan 2009. godine. Na albumu se nalazi 20 najvećih Queenovih hitova.

## Popis pjesama
1. "We Will Rock You" (May) - 2:02
2. "We Are the Champions" (Mercury) - 3:01
3. "Radio Ga Ga" (Taylor) - 4:14
4. "Another One Bites the Dust" (Deacon) - 3:34
5. "I Want It All" (May) - 4:00
6. "Crazy Little Thing Called Love" (Mercury) - 2:44
7. "A Kind of Magic" - (Taylor) - 4:22
8. "Under Pressure"  (Queen, David Bowie) - 4:06
9. "One Vision" (Queen) - 3:58
10. "You're My Best Friend" (Deacon) - 2:52
11. "Don't Stop Me Now" (Freddie Mercury) - 3:31
12. "Killer Queen" (Mercury) - 2:58
13. "These Are the Days of Our Lives" (Taylor) - 4:16
14. "Who Wants to Live Forever"  (May) -  3:59
15. "Seven Seas of Rhye"  (Mercury) - 2:44
16. "Heaven for Everyone" (Taylor) - 4:37
17. "Somebody to Love" (Mercury) - 4:48
18. "I Want to Break Free" (Deacon) - 4:22
19. "The Show Must Go On" (May - Mercury) - 4:16
20. "Bohemian Rhapsody" (Mercury) - 6:01

## Pjesme
1. "We Will Rock You" (May) - Objavljena 1977. godine na albumu "News of the World"
2. "We Are the Champions" (Mercury) - Objavljena 1977. godine na albumu "News of the World"
3. "Radio Ga Ga" (Taylor) - Objavljena 1984. godine na albumu "The Works"
4. "Another One Bites the Dust" (Deacon) -  Objavljena 1980. godine na albumu "The Game"
5. "I Want It All" (May) -  Objavljena 1989. godine na albumu "The Miracle"
6. "Crazy Little Thing Called Love" (Mercury) -  Objavljena 1980. godine na albumu "The Game"
7. "A Kind of Magic" - (Taylor) -  Objavljena 1986. godine na albumu "A Kind of Magic"
8. "Under Pressure"  (Queen, David Bowie) -  Objavljena 1982. godine na albumu "Hot Space"
9. "One Vision" (Queen) -  Objavljena 1986. godine na albumu "A Kind of Magic"
10. "You're My Best Friend" (Deacon) -  Objavljena 1975. godine na albumu "A Night at the Opera"
11. "Don't Stop Me Now" (Freddie Mercury) -  Objavljena 1978. godine na albumu "Jazz"
12. "Killer Queen" (Mercury) -  Objavljena 1974. godine na albumu "Sheer Heart Attack"
13. "These Are the Days of Our Lives" (Taylor) -  Objavljena 1991. godine na albumu "Innuendo"
14. "Who Wants to Live Forever"  (May) - Objavljena 1986. godine na albumu "A Kind of Magic"
15. "Seven Seas of Rhye"  (Mercury) -  Objavljena 1974. godine na albumu "Queen II"
16. "Heaven for Everyone" (Taylor) -  Objavljena 1995. godine na albumu "Made in Heaven"
17. "Somebody to Love" (Mercury) -  Objavljena 1976. godine na albumu "A Day at the Races"
18. "I Want to Break Free" (Deacon) -  Objavljena 1984. godine na albumu "The Works"
19. "The Show Must Go On" (Mercury - May) -  Objavljena 1991. godine na albumu "Innuendo"
20. "Bohemian Rhapsody" (Mercury) -  Objavljena 1975. godine na albumu "A Night at the Opera"